# Bohdanivka, Dolînska
Bohdanivka (în ucraineană Богданівка) este localitatea de reședință a comunei Bohdanivka din raionul Dolînska, regiunea Kirovohrad, Ucraina.

## Demografie
Componența lingvistică a localității Bohdanivka
     Ucraineană (94,37%)
     Rusă (4,47%)
     Belarusă (1,17%)
Conform recensământului din 2001, majoritatea populației localității Bohdanivka era vorbitoare de ucraineană (94,37%), existând în minoritate și vorbitori de rusă (4,47%) și belarusă (1,17%).